# Onythes colombiana
Onythes colombiana är en fjärilsart som beskrevs av Rothschild 1911. Onythes colombiana ingår i släktet Onythes och familjen björnspinnare. Inga underarter finns listade i Catalogue of Life.